# Øster Horne Herred
Øster Horne Herred var et herred i Ribe Amt. Herredet opstod i middelalderen omkring 1300 da Hornshæreth blev delt i Øster- og Vester Horne Herred i Ribe Amt, og Nørre Horne Herred i Ringkøbing Amt. Det hørte det under Vardesyssel. Senere kom det først under Varde Len og senere under Riberhus Len. Fra 1660 var det under Lundenæs Amt.
I herredet ligger følgende sogne:
- Ansager Sogn
- Hodde Sogn
- Horne Sogn
- Skovlund Sogn (Ej vist på kort)
- Stenderup Sogn (Ej vist på kort)
- Tistrup Sogn
- Thorstrup Sogn
- Ølgod Sogn

Ved kommunalreformen i 1970 blev herredet delt mellem Varde Kommune (Horne og Thorstrup), Grindsted Kommune (Stenderup) og Ølgod Kommune (resten).